# Д’Амброзио, Ванесса
Ванесса д’Амброзио (итал. Vanessa D'Ambrosio; род. 26 апреля 1988, Борго-Маджоре) — сан-маринский левый политик, капитан-регент Сан-Марино.

## Биография
Родилась 26 апреля 1988 года в Борго-Маджоре, Сан-Марино. Внучка одного из основателей Сан-маринской коммунистической партии Франческо Берти. Училась в Болонском университете. Защитила диссертацию по экономике труда и гендерным вопросам в Саудовской Аравии после Войны в Персидском заливе.
Избрана в состав Генерального совета Сан-Марино в 2014 году. Там стала координатором фракции Объединенных левых. С декабря 2016 года д’Амброзио возглавляет делегацию Сан-Марино в Совете Европы, входя в группу «Социалисты, демократы и зелёные». Она приняла участие в Страсбургской пленарной сессии в январе 2017 года, где подписала предложение о защите детей-мигрантов через образование.
В апреле 2017 года её избрали капитаном-регентом Сан-Марино вместе с Миммой Дзаволи. Она стала одной из самых молодых капитанов-регентов в истории Сан-Марино (моложе её была только Мария Лея Педини-Ангелини, ставшая в 1981 году капитаном-регентом в 25-летнем возрасте).